# Lengyelország a 2010. évi téli olimpiai játékokon

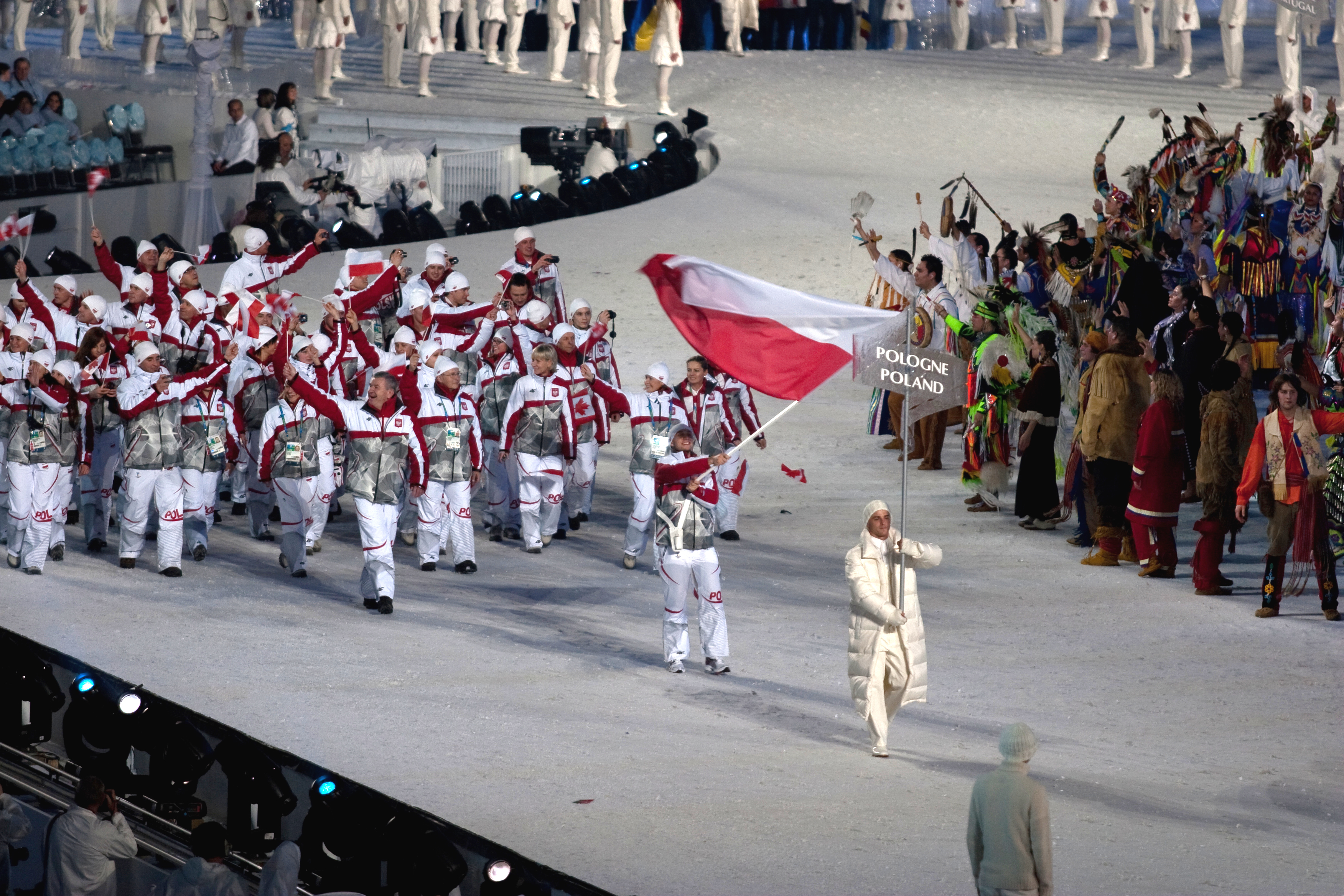
Lengyelország olimpiai küldöttsége a megnyitón

Lengyelország a kanadai Vancouverben megrendezett 2010. évi téli olimpiai játékok egyik részt vevő nemzete volt. Az országot az olimpián 11 sportágban 46 sportoló képviselte, akik összesen 6 érmet szereztek. Adam Małysz síugró személyében Lengyelország szerezte a téli olimpia első ezüstérmét.

## Érmesek
| Érem  | Versenyző                                                   | Sportág        | Versenyszám        |
| ----- | ----------------------------------------------------------- | -------------- | ------------------ |
| Arany | Justyna Kowalczyk                                           | Sífutás        | Női 30 km          |
| Ezüst | Justyna Kowalczyk                                           | Sífutás        | Női egyéni sprint  |
| Ezüst | Adam Małysz                                                 | Síugrás        | Egyéni, normálsánc |
| Ezüst | Adam Małysz                                                 | Síugrás        | Egyéni, nagysánc   |
| Bronz | Katarzyna Bachleda-Curuś Katarzyna Woźniak Luiza Złotkowska | Gyorskorcsolya | Női csapat         |
| Bronz | Justyna Kowalczyk                                           | Sífutás        | Női 15 km          |

## Alpesisí
Női
| Versenyző                  | Versenyszám            | 1. futam      | 1. futam      | 2. futam | 2. futam | Összesítés | Összesítés |
| Versenyző                  | Versenyszám            | Idő           | Hely.         | Idő      | Hely.    | Idő        | Helyezés   |
| -------------------------- | ---------------------- | ------------- | ------------- | -------- | -------- | ---------- | ---------- |
| Agnieszka Gąsienica-Daniel | Lesiklás               |               |               |          |          | 1:55,10    | 32.        |
| Agnieszka Gąsienica-Daniel | Műlesiklás             | 57,06         | 46.           | 55,13    | 32.      | 1:52,19    | 35.        |
| Agnieszka Gąsienica-Daniel | Óriás-műlesiklás       | nem ért célba | nem ért célba | kiesett  | kiesett  | kiesett    | kiesett    |
| Agnieszka Gąsienica-Daniel | Szuperóriás-műlesiklás |               |               |          |          | 1:24,31    | 23.        |

| Versenyző                  | Versenyszám | Lesiklás | Lesiklás | Műlesiklás | Műlesiklás | Összesítés | Összesítés |
| Versenyző                  | Versenyszám | Idő      | Hely.    | Idő        | Hely.      | Idő        | Helyezés   |
| -------------------------- | ----------- | -------- | -------- | ---------- | ---------- | ---------- | ---------- |
| Agnieszka Gąsienica-Daniel | Összetett   | 1:30,28  | 29.      | 45,96      | 15.        | 2:16,24    | 25.        |

## Biatlon
Férfi
| Versenyző       | Versenyszám           | Lövőhiba    | Időeredmény | Helyezés |
| --------------- | --------------------- | ----------- | ----------- | -------- |
| Tomasz Sikora   | 10 km sprint          | 2 (0+2)     | 26:16,2     | 29.      |
| Tomasz Sikora   | 12,5 km üldözőverseny | 3 (1+1+0+1) | 35:14,3     | 18.      |
| Tomasz Sikora   | 20 km egyéni          | 2 (1+1+0+0) | 49:43,8     | 7.       |
| Tomasz Sikora   | 15 km tömegrajtos     | 3 (2+1+0+0) | 36:13,1     | 11.      |
| Łukasz Szczurek | 10 km sprint          | 2 (1+1)     | 29:02,0     | 85.      |
| Łukasz Szczurek | 20 km egyéni          | 3 (1+0+1+1) | 54:36,7     | 59.      |

Női
| Versenyző                                                          | Versenyszám         | Lövőhiba     | Időeredmény | Helyezés |
| ------------------------------------------------------------------ | ------------------- | ------------ | ----------- | -------- |
| Agnieszka Cyl                                                      | 7,5 km sprint       | 0 (0+2)      | 21:55,2     | 42.      |
| Agnieszka Cyl                                                      | 10 km üldözőverseny | 1 (1+0+0+0)  | 33:08,4     | 25.      |
| Agnieszka Cyl                                                      | 15 km egyéni        | 1 (0+1+0+0)  | 42:32,5     | 7.       |
| Agnieszka Cyl                                                      | 12,5 km tömegrajtos | 5 (0+1+2+2)  | 37:54,7     | 23.      |
| Magdalena Gwizdoń                                                  | 7,5 km sprint       | 0 (0+2)      | 21:48,9     | 35.      |
| Magdalena Gwizdoń                                                  | 10 km üldözőverseny | 2 (0+1+1+0)  | 33:45,8     | 31.      |
| Magdalena Gwizdoń                                                  | 15 km egyéni        | 4 (0+3+1+0)  | 46:46,7     | 59.      |
| Weronika Nowakowska                                                | 7,5 km sprint       | 3 (0+3)      | 21:49,4     | 36.      |
| Weronika Nowakowska                                                | 10 km üldözőverseny | 2 (0+0+1+1)  | 33:24,2     | 28.      |
| Weronika Nowakowska                                                | 15 km egyéni        | 1 (0+0+0+1)  | 41:57,5     | 5.       |
| Weronika Nowakowska                                                | 12,5 km tömegrajtos | 4 (1+2+1+0)  | 37:34,0     | 21.      |
| Krystyna Pałka                                                     | 7,5 km sprint       | 0 (0+0)      | 20:54.3     | 21.      |
| Krystyna Pałka                                                     | 10 km üldözőverseny | 2 (1+0+1+0)  | 33:07.6     | 24.      |
| Krystyna Pałka                                                     | 15 km egyéni        | 1 (0+1+0+0)  | 43:09.6     | 15.      |
| Krystyna Pałka                                                     | 12,5 km tömegrajtos | 1 (1+0+0+0)  | 37:22.6     | 20.      |
| Krystyna Pałka Magdalena Gwizdoń Weronika Nowakowska Agnieszka Cyl | 4 × 6 km váltó      | 13 (0+5 1+7) | 1:12:54,3   | 12.      |

## Bob
Férfi
| Versenyző                                                | Versenyszám | 1. futam | 1. futam | 2. futam | 2. futam | 3. futam | 3. futam | 4. futam | 4. futam | Összesítés | Összesítés |
| Versenyző                                                | Versenyszám | Idő      | Hely.    | Idő      | Hely.    | Idő      | Hely.    | Idő      | Hely.    | Idő        | Helyezés   |
| -------------------------------------------------------- | ----------- | -------- | -------- | -------- | -------- | -------- | -------- | -------- | -------- | ---------- | ---------- |
| Dawid Kupczyk Marcin Niewiara                            | Kettes      | 52,45    | 15.      | 52,91    | 19.      | 52,42    | 15.      | 52,72    | 19.      | 3:30,50    | 16.        |
| Dawid Kupczyk Paweł Mróz Marcin Niewiara Michał Zblewski | Négyes      | 51,94    | 16.      | 51,96    | 14.      | 52,35    | 16.      | 52,28    | 15.      | 3:28,53    | 14.        |

## Gyorskorcsolya
Férfi
| Versenyző              | Versenyszám | 1. futam | 1. futam | 2. futam | 2. futam | Eredmény | Helyezés |
| Versenyző              | Versenyszám | Idő      | Hely.    | Idő      | Hely.    | Eredmény | Helyezés |
| ---------------------- | ----------- | -------- | -------- | -------- | -------- | -------- | -------- |
| Maciej Biega           | 500 m       | 36,642   | 38.      | 37,934   | 38.      | 74,576   | 38.      |
| Zbigniew Bródka        | 1500 m      |          |          |          |          | 1:49,45  | 27.      |
| Sławomir Chmura        | 5000 m      |          |          |          |          | 6:33,20  | 16.      |
| Sebastian Druszkiewicz | 10 000 m    |          |          |          |          | 13:49,31 | 14.      |
| Konrad Niedźwiedzki    | 500 m       | 36,183   | 33.      | 36,179   | 30.      | 72,362   | 31.      |
| Konrad Niedźwiedzki    | 1000 m      |          |          |          |          | 1:11,24  | 27.      |
| Konrad Niedźwiedzki    | 1500 m      |          |          |          |          | 1:48,15  | 17.      |
| Maciej Ustynowicz      | 500 m       | 35,596   | 22.      | 35,753   | 22.      | 71,349   | 22.      |
| Maciej Ustynowicz      | 1000 m      |          |          |          |          | 1:12,10  | 32.      |

Női
| Versenyző                | Versenyszám | Eredmény | Helyezés |
| ------------------------ | ----------- | -------- | -------- |
| Katarzyna Bachleda-Curuś | 1000 m      | 1:19,00  | 31.      |
| Katarzyna Bachleda-Curuś | 1500 m      | 1:59,53  | 15.      |
| Natalia Czerwonka        | 1500 m      | 2:05,00  | 36.      |
| Katarzyna Woźniak        | 3000 m      | 4:22,35  | 28.      |
| Luiza Złotkowska         | 1500 m      | 2:04,01  | 34.      |
| Luiza Złotkowska         | 3000 m      | 4:19,13  | 24.      |

Csapatverseny
| Versenyző                                                   | Versenyszám | Negyeddöntő                                                                                | Negyeddöntő | Elődöntő                                                           | Elődöntő  | Döntő | Döntő                                                                                              | Döntő     | Helyezés |
| Versenyző                                                   | Versenyszám | Ellenfél Idő                                                                               | Saját idő   | Ellenfél Idő                                                       | Saját idő | Típus | Ellenfél Idő                                                                                       | Saját idő | Helyezés |
| ----------------------------------------------------------- | ----------- | ------------------------------------------------------------------------------------------ | ----------- | ------------------------------------------------------------------ | --------- | ----- | -------------------------------------------------------------------------------------------------- | --------- | -------- |
| Katarzyna Bachleda-Curuś Luiza Złotkowska Katarzyna Woźniak | Női         | Oroszország (RUS) · Galina Lihacsova · Jekatyerina Lobiseva · Jekatyerina Sihova · 3:04,86 | 3:02,90     | Japán (JPN) · Hozumi Maszako · Kodaira Nao · Tabata Maki · 3:02,73 | 3:02,92   | B     | Egyesült Államok (USA) · Catherine Raney-Norman · Jennifer Rodriguez · Jilleanne Rookard · 3:05,30 | 3:03,73   |          |

## Műkorcsolya
| Versenyző                        | Versenyszám  | Rövid program | Rövid program | Kűr     | Kűr     | Összesítés | Összesítés |
| Versenyző                        | Versenyszám  | Pont          | Hely.         | Pont    | Hely.   | Pont       | Helyezés   |
| -------------------------------- | ------------ | ------------- | ------------- | ------- | ------- | ---------- | ---------- |
| Przemysław Domański              | Férfi egyéni | 52,14         | 28.           | kiesett | kiesett | kiesett    | kiesett    |
| Anna Jurkiewicz                  | Női egyéni   | 36,10         | 30.           | kiesett | kiesett | kiesett    | kiesett    |
| Joanna Sulej Mateusz Chruściński | Páros        | 39,30         | 20.           | 86,52   | 18.     | 125,82     | 18.        |

## Rövidpályás gyorskorcsolya
Férfi
| Versenyző      | Versenyszám | Előfutam | Előfutam | Negyeddöntő | Negyeddöntő | Elődöntő | Elődöntő | B döntő | B döntő | Döntő   | Döntő   | Helyezés |
| Versenyző      | Versenyszám | Idő      | Hely.    | Idő         | Hely.       | Idő      | Hely.    | Idő     | Hely.   | Idő     | Hely.   | Helyezés |
| -------------- | ----------- | -------- | -------- | ----------- | ----------- | -------- | -------- | ------- | ------- | ------- | ------- | -------- |
| Jakub Jaworski | 1500 m      | 2:19,163 | 4.       |             |             | kiesett  | kiesett  | kiesett | kiesett | kiesett | kiesett | 27.      |

Női
| Versenyző            | Versenyszám | Előfutam | Előfutam | Negyeddöntő | Negyeddöntő | Elődöntő | Elődöntő | B döntő | B döntő | Döntő   | Döntő   | Helyezés |
| Versenyző            | Versenyszám | Idő      | Hely.    | Idő         | Hely.       | Idő      | Hely.    | Idő     | Hely.   | Idő     | Hely.   | Helyezés |
| -------------------- | ----------- | -------- | -------- | ----------- | ----------- | -------- | -------- | ------- | ------- | ------- | ------- | -------- |
| Paula Bzura          | 1000 m      | 1:31,338 | 2.       | 1:32,662    | 4.          | kiesett  | kiesett  | kiesett | kiesett | kiesett | kiesett | 14.      |
| Paula Bzura          | 1500 m      | kizárták | kizárták |             |             | kiesett  | kiesett  | kiesett | kiesett | kiesett | kiesett | kiesett  |
| Patrycja Maliszewska | 500 m       | 58,649   | 4.       | kiesett     | kiesett     | kiesett  | kiesett  | kiesett | kiesett | kiesett | kiesett | 29.      |
| Patrycja Maliszewska | 1500 m      | 2:25,586 | 4.       |             |             | kiesett  | kiesett  | kiesett | kiesett | kiesett | kiesett | 27.      |

## Síakrobatika
Krossz
| Versenyző       | Versenyszám | Selejtező | Selejtező | Nyolcaddöntő | Negyeddöntő | Elődöntő | Döntő   | Helyezés |
| Versenyző       | Versenyszám | Idő       | Hely.     | Nyolcaddöntő | Negyeddöntő | Elődöntő | Döntő   | Helyezés |
| --------------- | ----------- | --------- | --------- | ------------ | ----------- | -------- | ------- | -------- |
| Karolina Riemen | Női         | 1:21,36   | 26.       | 2.           | 3.          | kiesett  | kiesett | 16.      |

## Sífutás
Férfi
| Versenyző                       | Versenyszám  | Selejtező | Selejtező | Negyeddöntő | Negyeddöntő | Elődöntő | Elődöntő | Döntő   | Döntő    |
| Versenyző                       | Versenyszám  | Idő       | Hely.     | Idő         | Hely.       | Idő      | Hely.    | Idő     | Helyezés |
| ------------------------------- | ------------ | --------- | --------- | ----------- | ----------- | -------- | -------- | ------- | -------- |
| Maciej Kreczmer                 | Sprint       | 3:41,35   | 28.       | 3:39,6      | 5.          | kiesett  | kiesett  | kiesett | 25.      |
| Maciej Kreczmer                 | 15 km        |           |           |             |             |          |          | 37:38,0 | 66.      |
| Janusz Krężelok                 | Sprint       | 3:41,34   | 27.       | 3:41,1      | 6.          | kiesett  | kiesett  | kiesett | 28.      |
| Maciej Kreczmer Janusz Krężelok | Csapatsprint | 19:07,2   | 6.        |             |             |          |          | kiesett | 12.      |

Női
| Versenyző                                                           | Versenyszám    | Selejtező | Selejtező | Negyeddöntő | Negyeddöntő | Elődöntő | Elődöntő | Döntő     | Döntő    |
| Versenyző                                                           | Versenyszám    | Idő       | Hely.     | Idő         | Hely.       | Idő      | Hely.    | Idő       | Helyezés |
| ------------------------------------------------------------------- | -------------- | --------- | --------- | ----------- | ----------- | -------- | -------- | --------- | -------- |
| Sylwia Jaśkowiec                                                    | 10 km          |           |           |             |             |          |          | 26:37,2   | 28.      |
| Sylwia Jaśkowiec                                                    | 15 km          |           |           |             |             |          |          | 42:54,8   | 34.      |
| Sylwia Jaśkowiec                                                    | 30 km          |           |           |             |             |          |          | 1:34:59,1 | 24.      |
| Justyna Kowalczyk                                                   | Sprint         | 3:43,35   | 5.        | 3:38,8      | 1.          | 3:38,0   | 1.       | 3:40,3    |          |
| Justyna Kowalczyk                                                   | 10 km          |           |           |             |             |          |          | 25:20,1   | 5.       |
| Justyna Kowalczyk                                                   | 15 km          |           |           |             |             |          |          | 40:07,4   |          |
| Justyna Kowalczyk                                                   | 30 km          |           |           |             |             |          |          | 1:30:33,7 |          |
| Paulina Maciuszek                                                   | 10 km          |           |           |             |             |          |          | 27:22,1   | 44.      |
| Paulina Maciuszek                                                   | 15 km          |           |           |             |             |          |          | 44:56,6   | 51.      |
| Paulina Maciuszek                                                   | 30 km          |           |           |             |             |          |          | 1:36:31,7 | 28.      |
| Kornelia Marek                                                      | 10 km          |           |           |             |             |          |          | kizárták  | kizárták |
| Kornelia Marek                                                      | 15 km          |           |           |             |             |          |          | kizárták  | kizárták |
| Kornelia Marek                                                      | 30 km          |           |           |             |             |          |          | kizárták  | kizárták |
| Kornelia Marek Sylwia Jaśkowiec                                     | Csapatsprint   | kizárták  | kizárták  |             |             |          |          | kizárták  | kizárták |
| Kornelia Marek Justyna Kowalczyk Paulina Maciuszek Sylwia Jaśkowiec | 4 × 5 km váltó |           |           |             |             |          |          | kizárták  | kizárták |

- Kornelia Marek eredményeit doppingvétség miatt az olimpia után törölte a Nemzetközi Olimpiai Bizottság.[1]

## Síugrás
| Versenyző                                                 | Versenyszám | Selejtező | Selejtező | 1. ugrás | 1. ugrás | 2. ugrás | 2. ugrás | Összesítés | Összesítés |
| Versenyző                                                 | Versenyszám | Pont      | Hely.     | Pont     | Hely.    | Pont     | Hely.    | Pont       | Helyezés   |
| --------------------------------------------------------- | ----------- | --------- | --------- | -------- | -------- | -------- | -------- | ---------- | ---------- |
| Stefan Hula, Jr.                                          | Normálsánc  | 125,5     | 17.       | 112,5    | 31.*     | kiesett  | kiesett  | kiesett    | kiesett    |
| Stefan Hula, Jr.                                          | Nagysánc    | 127,6     | 14.*      | 106,5    | 20.      | 110,7    | 16.*     | 217,2      | 19.        |
| Adam Małysz                                               | Normálsánc  |           |           | 132,5    | 3.       | 137,0    | 3.       | 269,5      |            |
| Adam Małysz                                               | Nagysánc    |           |           | 138,1    | 2.       | 131,3    | 6.       | 269,4      |            |
| Krzysztof Miętus                                          | Normálsánc  | 126,5     | 15.*      | 109,0    | 36.      | kiesett  | kiesett  | kiesett    | kiesett    |
| Krzysztof Miętus                                          | Nagysánc    | 127,0     | 16.       | 84,7     | 36.      | kiesett  | kiesett  | kiesett    | kiesett    |
| Kamil Stoch                                               | Normálsánc  | 127,5     | 12.       | 118,5    | 22.*     | 113,5    | 30.      | 232,0      | 27.        |
| Kamil Stoch                                               | Nagysánc    | 125,3     | 17.       | 114,3    | 13.      | 109,8    | 20.      | 224,1      | 14.        |
| Stefan Hula, Jr. Łukasz Rutkowski Kamil Stoch Adam Małysz | Csapat      |           |           | 484,0    | 6.       | 512,7    | 6.       | 996,7      | 6.         |

* - egy másik versenyzővel azonos eredményt ért el

## Snowboard
Halfpipe
| Versenyző       | Versenyszám | Selejtező  | Selejtező  | Selejtező | Elődöntő   | Elődöntő   | Elődöntő | Döntő      | Döntő      | Helyezés |
| Versenyző       | Versenyszám | 1. forduló | 2. forduló | Hely.     | 1. forduló | 2. forduló | Hely.    | 1. forduló | 2. forduló | Helyezés |
| --------------- | ----------- | ---------- | ---------- | --------- | ---------- | ---------- | -------- | ---------- | ---------- | -------- |
| Michał Ligocki  | Férfi       | 10,8       | 11,1       | 19.       | kiesett    | kiesett    | kiesett  | kiesett    | kiesett    | 38.      |
| Paulina Ligocka | Női         | 10,9       | 11,1       | 28.       | kiesett    | kiesett    | kiesett  | kiesett    | kiesett    | 28.      |

Snowboard cross
| Versenyző       | Versenyszám | Selejtező | Selejtező | Nyolcaddöntő | Negyeddöntő | Elődöntő | Döntő    | Helyezés |
| Versenyző       | Versenyszám | Idő       | Hely.     | Helyezés     | Helyezés    | Helyezés | Helyezés | Helyezés |
| --------------- | ----------- | --------- | --------- | ------------ | ----------- | -------- | -------- | -------- |
| Maciej Jodko    | Férfi       | 1:24,11   | 27.       | 3.           | kiesett     | kiesett  | kiesett  | 28.      |
| Mateusz Ligocki | Férfi       | 1:24,11   | 28.       | 4.           | kiesett     | kiesett  | kiesett  | 29.      |

## Szánkó
| Versenyző           | Versenyszám | 1. futam | 1. futam | 2. futam | 2. futam | 3. futam | 3. futam | 4. futam | 4. futam | Összesítés | Összesítés |
| Versenyző           | Versenyszám | Idő      | Hely.    | Idő      | Hely.    | Idő      | Hely.    | Idő      | Hely.    | Idő        | Helyezés   |
| ------------------- | ----------- | -------- | -------- | -------- | -------- | -------- | -------- | -------- | -------- | ---------- | ---------- |
| Maciej Kurowski     | Férfi egyes | 49,427   | 29.      | 49,200   | 24.      | 49,361   | 20.      | 49,039   | 23.      | 3:17,027   | 23.        |
| Ewelina Staszulonek | Női egyes   | 41,975   | 10.      | 41,816   | 10.      | 41,948   | 6.       | 41,882   | 4.       | 2:47,621   | 8.         |